# Fala, Ruše
Fala je naselje v Občini Ruše. Ustanovljeno je bilo leta 1994 iz dela ozemlja naselja Fala, Selnica ob Dravi kot Fala Grad. Leta 1999 je dobilo sedanje ime. Leta 2015 je imelo 120 prebivalcev.
Fala leži na obeh bregovih Drave ob prehodu Brezniške soteske v Selniško polje. Na desnem bregu Drave se nad Falo dviga navpična konglomeratna Falska peč po kateri vodi cesta v Ruše. 

## Zgodovina
Na Fali so v letih 1913 do 1918 zgradili prvo od Dravskih elektrarn v Sloveniji. Od izgradnje elektrarne se je Fala bolj razvijala na levem bregu Drave. Na desnem bregu je bil grad, ki je v starih listinah prvič omenjen 1245. V gradu je bil sedež uprave pohorskih posesti samostana iz Šentpavla v Labotski dolini.
Partizani so v bližini Fale večkrat napadli železniško progo Maribor-Dravograd in vlake na odseku Ruše-Fala-Rute. V noči na 29. september 1944 so partizani napadli utrjeno falsko elektrarno, uničili generatorje in drugo opremo.